# Dorsoidong Co
Dorsoidong Co (kinesiska: 多尔索洞错) är en sjö i Kina. Den ligger i den autonoma regionen Tibet, i den sydvästra delen av landet, omkring 430 kilometer norr om regionhuvudstaden Lhasa. Dorsoidong Co ligger 4 929 meter över havet. Arean är 381 kvadratkilometer. Den sträcker sig 32,3 kilometer i nord-sydlig riktning, och 30,5 kilometer i öst-västlig riktning.
Genomsnittlig årsnederbörd är 301 millimeter. Den regnigaste månaden är juli, med i genomsnitt 89 mm nederbörd, och den torraste är december, med 1 mm nederbörd.